# 페로티타늄

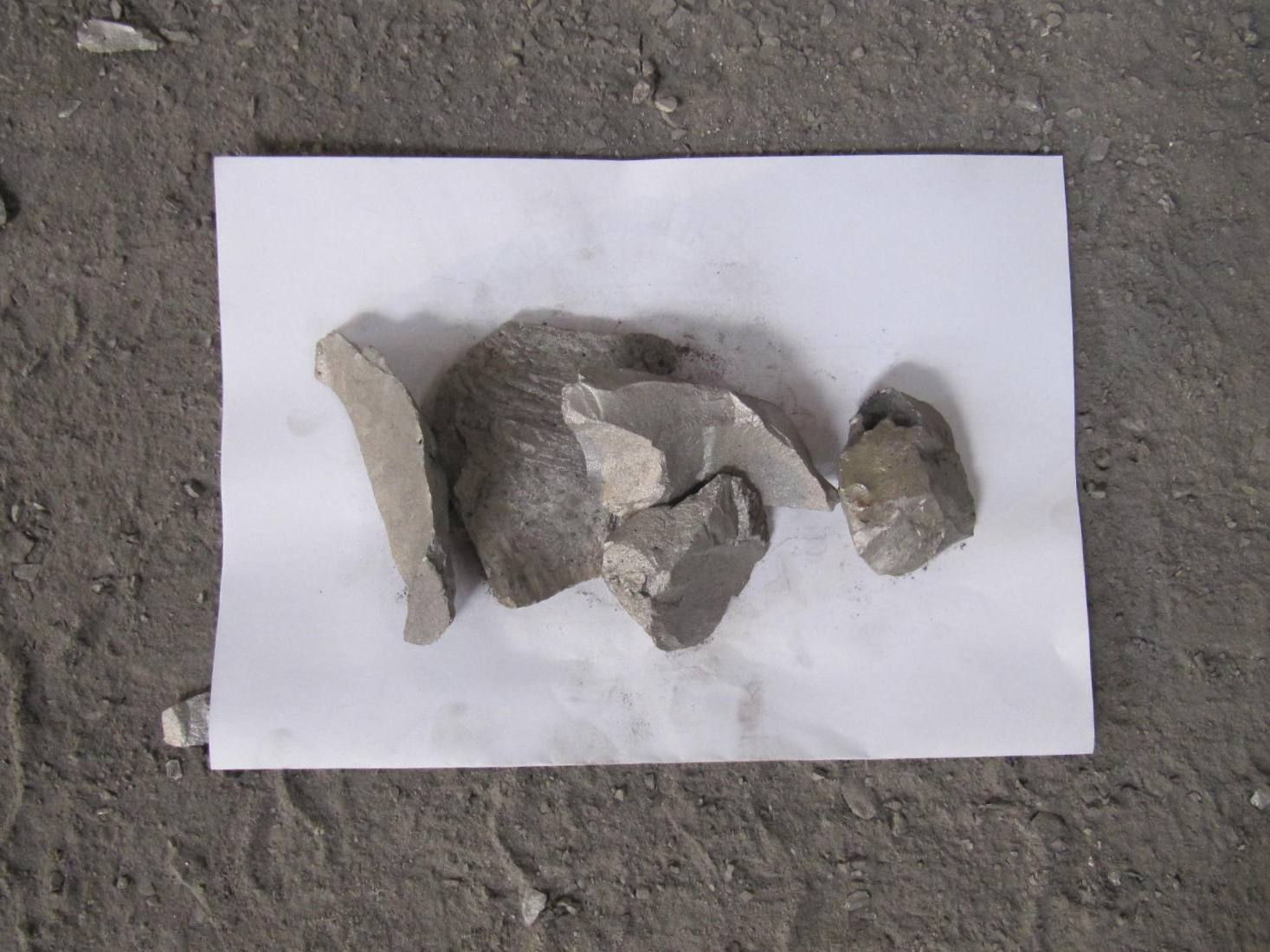
철강 산업에서 사용되는 70% 티타늄 함량의 페로티타늄 샘플(A4 용지에 배치)

페로티타늄(페로타이타늄, Ferro-Titanium)은 철 과 티타늄의 합금인 페로 합금으로, 철이 10~20%, 티타늄이 45~75%, 때로는 소량의 탄소가 포함된다. 강철 제조 에서 철강의 세정제로 사용된다. 티타늄은 유황, 탄소, 산소, 질소와 반응성이 매우 높아 불용성 화합물을 형성하고 이를 슬래그에 격리하므로 탈산 소화에 사용되고 때로는 탈황 및 탈질소화에도 사용된다. 강철 제조 시 티타늄을 첨가하면 더 미세한 입자 구조를 가진 금속이 생성된다. 페로티타늄은 티타늄 스펀지와 스크랩을 철과 혼합하여 유도 로에서 용융시켜 제조할 수 있다. 페로티타늄 분말은 일부 화약 조성물의 연료로도 사용될 수 있으며, 코어드 와이어용 분말로도 사용된다.

## 한국시장
한국에서는 현재 경상남도 함안군 소재의 한 기업이 페로티타늄을 국산화하여 생산하고 있다. 과거에도 광양의 한 기업이 페로티타늄을 생산했으나, 공장이 폭발하여 생산이 중단되었고 현재는 유일하게 한개의 회사만 이를 생산하고 있다. 한편, 해당 소재는 포스코, 현대제철 등 제강사에서 주로 사용된다.

## 참고문헌
1. ↑  Rudolf Fichte, 〈Ferroalloys〉, 《울만 공업화학 백과사전(Ullmann's Encyclopedia of Industrial Chemistry)》, Weinheim: Wiley-VCH, doi:10.1002/14356007.a10_305
2. ↑  철강금속신문, 철강금속신문 (2024년 09월 25일). “동아특수금속, '희소금속 리사이클링 선구자' 주목”.
3. ↑  철강금속신문, 철강금속신문 (2023년 07월 31일). “광양 신금공단 MEC 공장서 폭발사고... 2명 부상”.